# لين جونغ
لين جونغ هو لاعب كرة قدم أسترالية صيني، ولد في 4 يونيو 1993.

## وصلات خارجية
- لين جونغ على موقع AustralianFootball.com (الإنجليزية)
- لين جونغ على موقع AFLtables.com (الإنجليزية)